# Царі Македонії
Царі Македонії — правителі Стародавньої Македонії, царства, що існувало у центральній частині сучасної області Егейська Македонія у Греції у період з 8 століття до н. е. до 168 до н. е.

## Династія Аргеадів
- Каран Κάρανος 808–778 до н. е.
- Кен Κοινός 778–750 до н. е.
- Тирім Τυρίμμας
- Пердікка І Περδίκκας Αʹ 700–678 до н. е.
- Аргей І Ἀργαῖος Αʹ 678–640 до н. е.
- Філіп I Македонський Φίλιππος Αʹ 640–602 до н. е.
- Аероп I Ἀέροπος Αʹ 602–576 до н. е.
- Алькет I Ἀλκέτας Αʹ 576–547 до н. е.
- Амінта I Ἀμύντας Αʹ 547–498 до н. е.
- Олександр I Македонський Ἀλέξανδρος Αʹ 498–454 до н. е.
- Алькет II Ἀλκέτας Βʹ 454–448 до н. е.
- Пердікка II Περδίκκας Βʹ 448–413 до н. е.
- Архелай I Ἀρχέλαος Αʹ 413–399 до н. е.
- Кратер Македонський Κρατερός 399 до н. е.
- Орест Македонський Ὀρέστης та Аероп II Ἀέροπος Βʹ 399–396 до н. е.
- Архелай II Ἀρχέλαος Βʹ 396–393 до н. е.
- Амінта II Ἀμύντας Βʹ 393 до н. е.
- Павсаній Македонський Παυσανίας 393 до н. е.
- Амінт III Ἀμύντας Γʹ 393 до н. е.
- Аргей II Ἀργαῖος Βʹ 393–392 до н. е.
- Амінт III Ἀμύντας Γʹ 392–370 до н. е.
- Олександр II Македонський Ἀλέξανδρος Βʹ 370–368 до н. е.
- Пердікка III Περδίκκας Γʹ 368–359 до н. е.
  - Птолемей Алорит Πτολεμαῖος Αʹ, регент Македонії 368–365 до н. е.
- Амінта IV Ἀμύντας Δʹ 359–356 до н. е.
- Філіп II Македонський Φίλιππος Βʹ 359–336 до н. е.
- Олександр III Великий Ἀλέξανδρος ὁ Μέγας 336–323 до н. е.
  - Антипатр Ἀντίπατρος, регент Македонії 334–323 до н. е.
- Філіп III Аррідей Φίλιππος Γʹ 323–317 BC та Олександр IV Македонський Ἀλέξανδρος Δʹ 323–310 до н. е.
  - Пердікка Περδίκκας, регент Македонського царства 323–321 до н. е.
  - Антипатр Ἀντίπατρος, регент Македонського царства 321–319 до н. е.
  - Полісперхон Πολυπέρχων, регент Македонського царства 319–317 до н. е.
  - Кассандр Македонський Κάσανδρος, регент Македонії 317–305 до н. е.

## Династія Антипатридів
- Кассандр Македонський Κάσανδρος 305–297 до н. е.
- Філіпп IV Македонський Φίλιππος Δʹ 297 до н. е.
- Олександр V Македонський Αλέξανδρος Ε' та Антипатр II Αντίπατρος Β' 297–294 до н. е.

## Династія Антигонідів
- Деметрій I Поліоркет Δημήτριος ο Πολιορκητής 306–286 до н. е.

## Нединастичні царі
- Лісімах Λυσίμαχος 286–281 BC та Пірр Епірський Πύρρος της Ηπείρου 286–285 до н. е.
- Птолемей Керавн Πτολεμαίος Κεραυνός 281–279 до н. е.
- Мелеагр Македонський Μελέαγρος 279 до н. е.

## Династія Антипатридів
- Антипатр Етес Ἀντίπατρος Ετησίας 279 до н. е.
- Сосфен Σωσθένης 279–276 до н. е.

## Династія Антигонідів
- Антигон II Гонат Αντίγονος Β' Γονατάς 276–274 до н. е.

## Нединастичні царі
- Пірр Епірський Πύρρος της Ηπείρου 274–272 до н. е.

## Династія Антигонідів
- Антигон II Гонат Αντίγονος Β' Γονατάς 272–239 до н. е.
- Деметрій Етолійський Δημήτριος Β' Αιτωλικός 239–229 до н. е.
- Антигон III Досон Αντίγονος Γ' 229–221 до н. е.
- Філіп V Македонський Φίλιππος Ε' 221–179 до н. е.
- Персей Македонський Περσέας 179–167 до н. е.